# Bataille de Qinghe
Transition des Ming aux Qing
Batailles
Unification des Jürchens - Fushun - Qinghe - Sarhu - Kaiyuan - Tieling - Xicheng - Shen-Liao - Zhenjiang - She-An - Guangning - Ningyuan - Corée (1627) - Ning-Jin - Jisi - Dalinghe - Wuqiao - Lüshun - Corée (1636) - Song-Jin - Révoltes paysannes - Pékin - Shanhai
La bataille de Qinghe est un conflit militaire entre les Jürchens de la Dynastie des Jin postérieurs et les chinois de la dynastie Ming, qui a lieu durant l'été 1618. La bataille s'est terminée par la conquête de Qinghe par les Jin, malgré de lourdes pertes.

## Situation avant la bataille
Durant le printemps 1618, l'armée des Jin postérieurs avait conquis la forteresse de Fushun et vaincu une armée Ming de 10 000 hommes. Après s'être reposé pendant un mois dans sa capitale, la ville d'Hetu Ala, Nurhaci, le Khan des Jin, repart au combat pour s'emparer de la forteresse de Qinghe.
Après l'attaque des Jin contre Fushun, la Cour des Ming a assigné les commandants militaires Li Rubai et Yanghao au Liaodong et les effectifs de la garnison de la forteresse de Qinghe sont passés de quelques centaines d'hommes à 6 400 soldats. Lorsqu'il apprend que les troupes des Jin marche sur la forteresse, Yang Hao conseille au commandant de Qinghe, Zou Chuxian, de tendre une embuscade aux Jurchens dans un col de montagne voisin, en y déployant des canons. Cependant, Zou choisi de rester dans la forteresse.

## Déroulement des combats
Nurhaci arrive donc à Qinghe sans encombre et assiège la forteresse. Les défenseurs ripostent en tirant au canon et lancer des rondins et des rochers sur leurs ennemis. Malgré de lourdes pertes, les soldats Jin réussissent à prendre l'angle nord-ouest du mur avant que les défenseurs ne puissent recharger leurs canons. La bataille se poursuivit dans la ville, de rue en rue, jusqu'à ce que tous les habitants de la ville soient massacrée. Zou meurt pendant les combats.
Après cette victoire chèrement payée, l'armée Jin se déploie depuis Qinghe et a prend 11 autres villes voisines, jusqu'à Shenyang. Un détachement Jin assiège Shenyang mais est repoussée par Li Rubai et He Shixian, après avoir perdu 230 soldats.

## Conséquences
Liu Ting, un autre commandant dépêché en urgence par la Cour Ming dans le Nord-est après la bataille de Fushun, arrive a la passe de Shanhai juste après la chute de Qinghe. Cette passe a une grande importance stratégique, car elle marque la frontière entre la Chine historique et le Liaodong. Ting commence immédiatement à former des recrues, venant d'aussi loin que le Sichuan, mais fait savoir à la cour Ming qu'il a besoin de plus de temps.
Le ministère du Revenu des Ming a augmenté les impôts de trois centièmes de tael par mu pour aider à financer les coûts de formation et d'approvisionnement pour la défense du Liaodong. La Cour a également mis une prime de 10 000 taels sur la tête de Nurhaci.